# Euselasia cuprea
Euselasia cuprea is een vlindersoort uit de familie van de prachtvlinders (Riodinidae), onderfamilie Euselasiinae.
Euselasia cuprea werd in 1926 beschreven door Lathy.